# Kási vár
A kási vár (előfordul Kási-vár és Kásivár alakban írva is) Somogy vármegye egyik középkori emléke. A Nyim község külterületén található vármaradványok egy meredek oldalú domb tetején találhatók, ma erdővel benőve.

## Története
A vár a korai Árpád-korban épült, valószínűleg a Csák nemzetségnek a környéken megtelepült ősei építtették; ezt a nemzetséget később többször említették a források, mint a vár alatti Kás település birtokosait. A 15. század elején a hegyet egy latin nyelvű szövegben így említették: mons Nagheg, in quo locus castelli haberetur, azaz „Nagyhegy, ahol egy vár helye van”. 1424-ben Kás birtokosaként a vértesszentkereszti apátságot nevezték meg, majd 1428-tól a Rozgonyi családé és a torvaji Ugronoké lett.
Mivel a 13. századtól, főleg a tatárjárástól kezdve a vár igen korszerűtlennek minősült, ettől az időszaktól kezdve semmilyen fontos szerepe nem volt.

## Leírás
A vár Somogy vármegye északkeleti részén, Nyim község külterületén található egy meredek oldalú dombnyelv északi végén, a Kási-puszta és Szent László monostora-puszta közötti völgy déli oldala felett.
Központi platóját több árok és sánc veszi körül, ezek nagyjából koncentrikus, bár kissé elnyúlt köröket alkotnak. Az igen meredek falú, feljáró nélküli, mesterséges kialakítású plató (központi vár) hosszabb átmérője 29, rövidebb átmérője 21 méter, területe 0,08 hektár, míg a vár teljes mérete 95 m × 90 m, területe 0,63 hektár. A központi vár körüli árok a csúcshoz viszonyítva 9–10 méter mély, szélessége 7–8 méter, és ezt egy 2–5 méter magas sánc öleli körbe. A sáncon kívül újabb árok húzódik, ez 2–3 méter mély és 7–14 méter széles.
Az északi oldali lejtőn még egy 60 méter hosszúságban vonuló vízszintes, mesterséges terasz húzódik, míg a keleti oldalon egy hasonló, de csak 35 méteres védvonalat létesítettek. A központi várat körülölelő második árkon egy töltés vezet át a nyugati oldalon, de nem lehet tudni, hogy ez a várral egy időben készült-e.
A 21. században a SEFAG Erdészeti és Faipari Zrt. egy turistapihenőt létesített a vár mellett ismertető táblával, asztallal és padokkal.

## Megközelítés
A vármaradványokhoz mezőgazdasági gépekkel és terepjáróval igen közel lehet jutni, de a tömegközlekedést vagy személyautót használó turisták csak több kilométeres gyaloglással érhetik el a kási várat. Erre több lehetőség is adódik:
- Nyim Fő utcájáról délre indul a sárga sáv turistajel, amelyen mintegy 4,5 km megtétele után érhető el az az elágazás, ahonnan a piros L jelzésen nagyjából 1 km-re van a vár.
- Bábonymegyer nyugati részén észak felé indul a Rudnay emlékmúzeumot is érintő piros sáv jelzés (a Dél-dunántúli Pirostúra része), amely a falu végétől mintegy 3 km után éri el a sárga sávot, közel az előbb említett elágazáshoz.
- Lulla irányából előbb a piros háromszög, majd a piros vagy a sárga sáv követése után érhető el a várhoz vezető elágazás, de ez az út hosszabb, mint az előző kettő.
- Ságvár felől ugyancsak hosszabb út vezet ide: előbb a piros keresztet, majd a sárga sávot kell követni.

## Képek

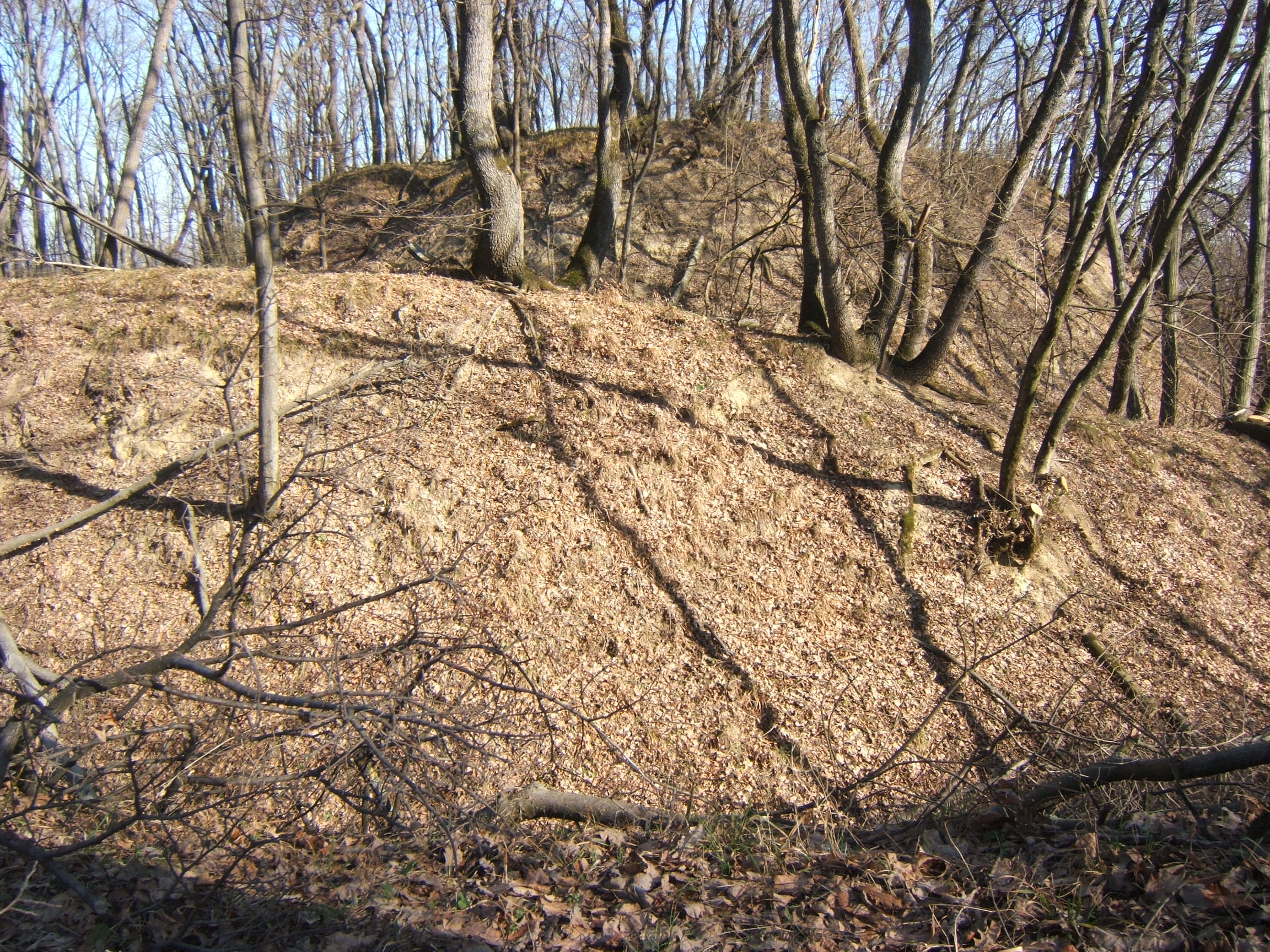
Földsánc és a központi plató
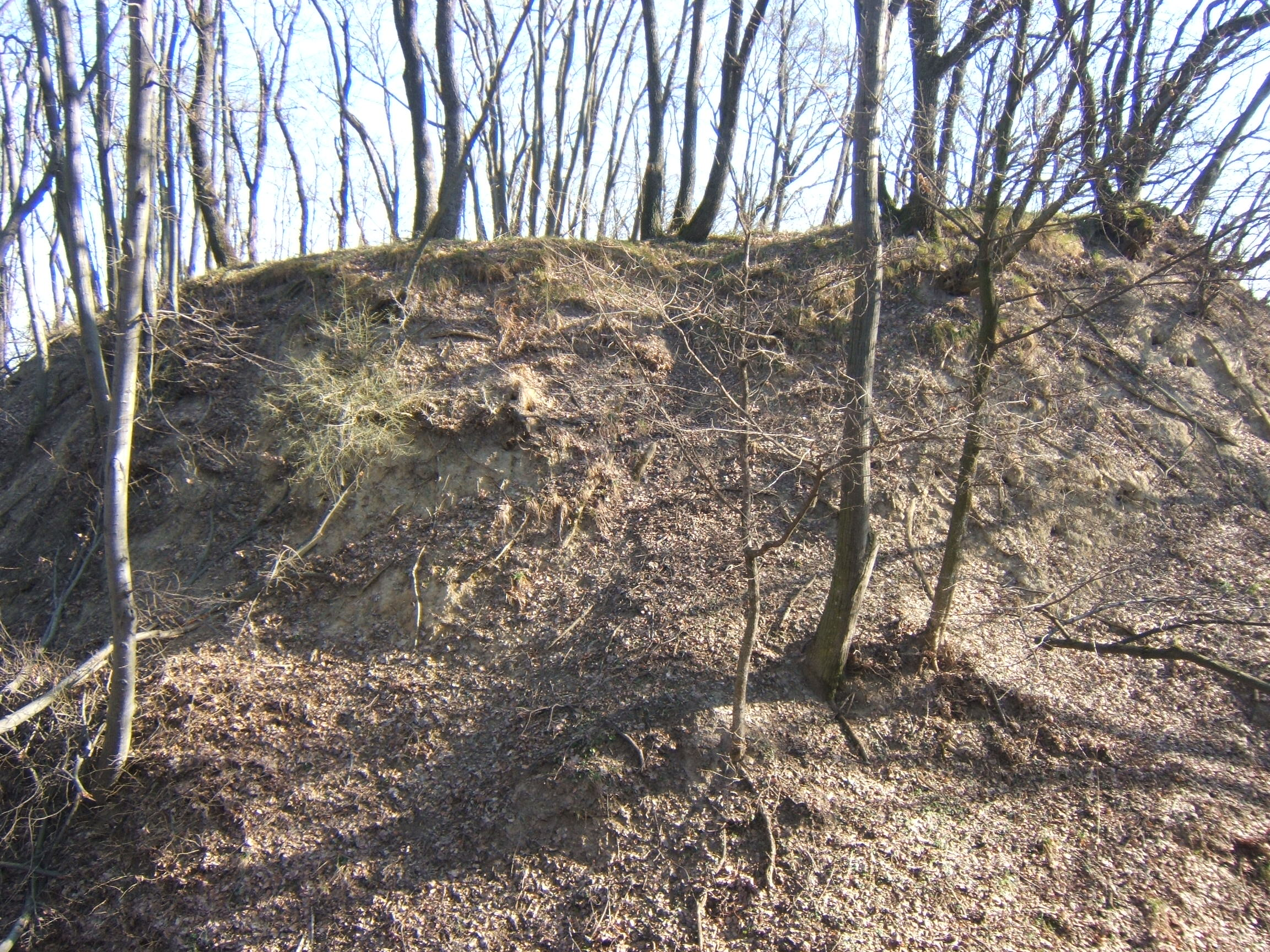
A központi plató
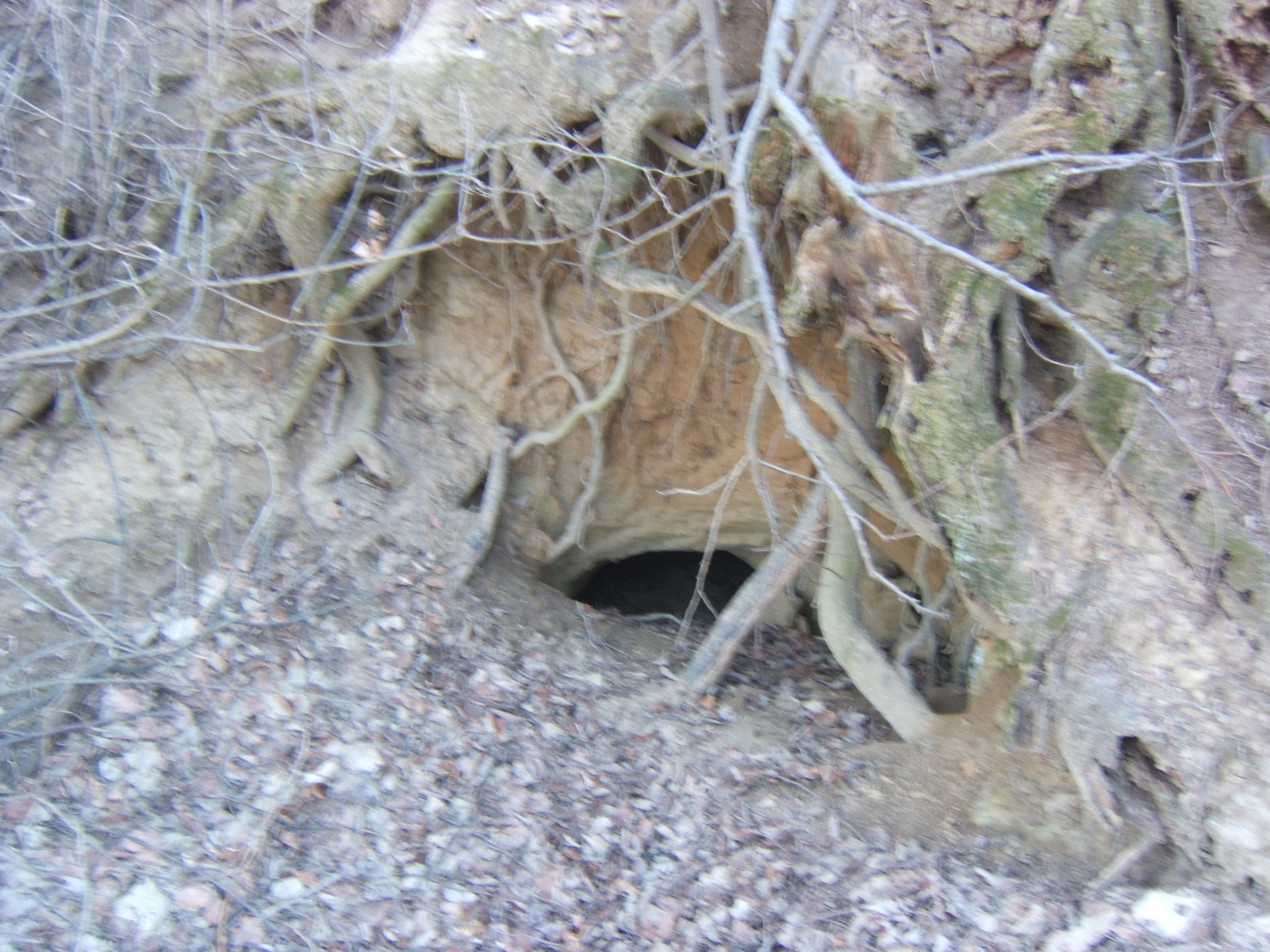
Félig beomlott, betemetődött föld alatti járat
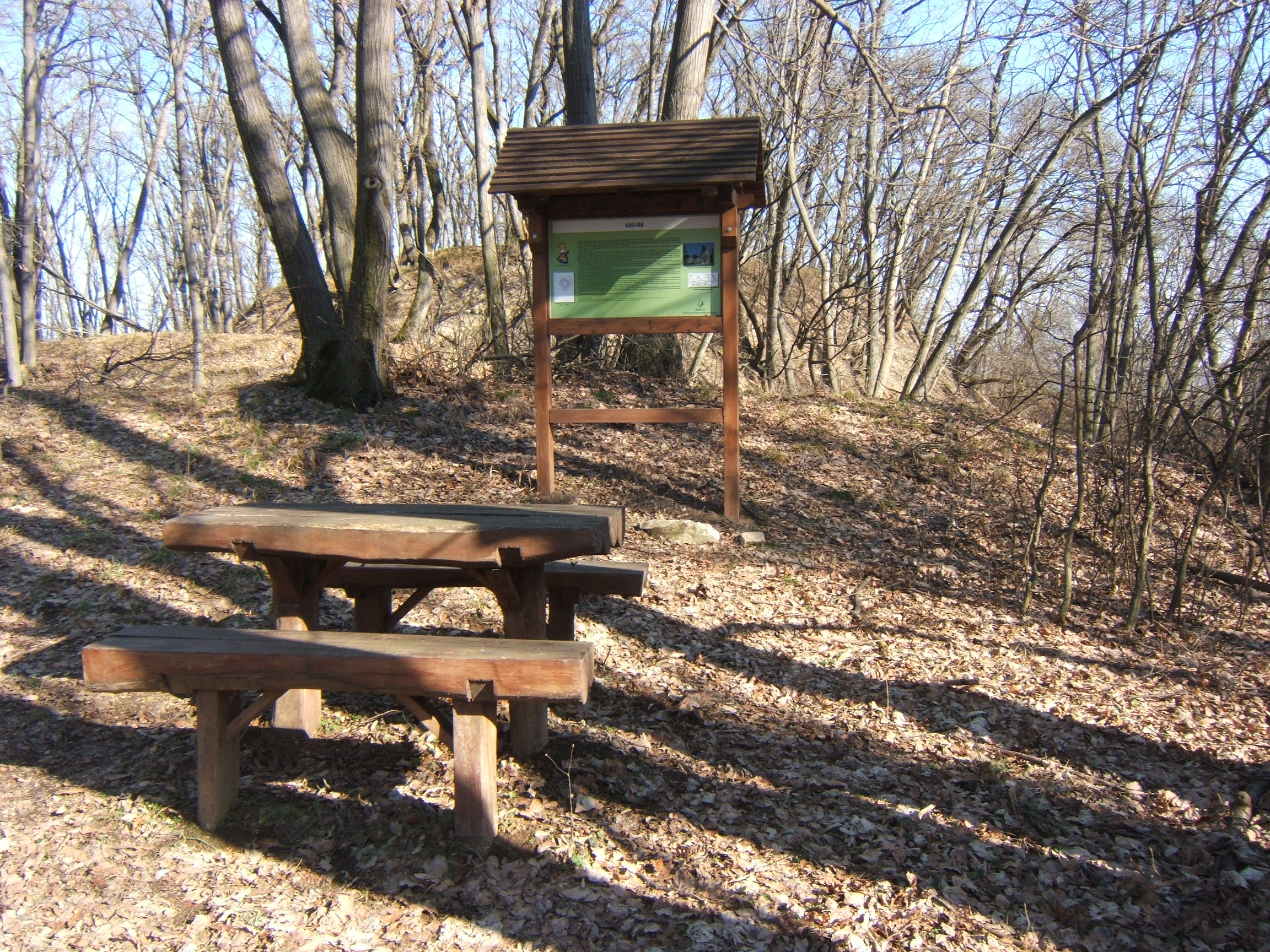
Turistapihenő és tájékoztató tábla